# Internationale Cricket-Saison 2002/03
Die internationale Cricket-Saison 2002/03 fand zwischen September 2002 und April 2003 statt. Als Wintersaison wurden vorwiegend Heimspiele der Mannschaften aus Südasien, der Karibik und Ozeanien ausgetragen. Die ausgetragenen Tests der internationalen Touren bildeten die Grundlage für die ICC Test Championship. Die ODIs bildeten den Grundstock für die ICC ODI Championship. Höhepunkte der Saison waren der Cricket World Cup 2003 und die ICC Champions Trophy 2002.

## Überblick

### Internationale Touren
| Beginn            | Heimteam    | Auswärtsteam | Resultate | Resultate | Artikel |
| Beginn            | Heimteam    | Auswärtsteam | Test      | ODI       | Artikel |
| ----------------- | ----------- | ------------ | --------- | --------- | ------- |
| 2. Oktober 2002   | Pakistan    | Australien   | 0–3 [3]   |           | Artikel |
| 3. Oktober 2002   | Südafrika   | Bangladesch  | 2–0 [2]   | 3–0 [3]   | Artikel |
| 9. Oktober 2002   | Indien      | West Indies  | 2–0 [3]   | 3–4 [7]   | Artikel |
| 7. November 2002  | Australien  | England      | 4–1 [5]   |           | Artikel |
| 7. November 2002  | Simbabwe    | Pakistan     | 0–2 [2]   | 0–5 [5]   | Artikel |
| 8. November 2002  | Südafrika   | Sri Lanka    | 2–0 [2]   | 4–1 [5]   | Artikel |
| 29. November 2002 | Bangladesch | West Indies  | 0–2 [2]   | 0–2 [5]   | Artikel |
| 8. Dezember 2002  | Südafrika   | Pakistan     | 2–0 [2]   | 4–1 [5]   | Artikel |
| 8. Dezember 2002  | Simbabwe    | Kenia        |           | 2–0 [2]   | Artikel |
| 12. Dezember 2002 | Neuseeland  | Indien       | 2–0 [2]   | 5–2 [7]   | Artikel |

### Internationale Turniere
| Beginn             | Turnier                            | Land                         |
| ------------------ | ---------------------------------- | ---------------------------- |
| 12. September 2002 | ICC Champions Trophy 2002          | Sri Lanka                    |
| 13. Dezember 2002  | VB Series 2002/03                  | Australien                   |
| 9. Februar 2003    | Cricket World Cup 2003             | Südafrika, Simbabwe, Kenia   |
| 3. April 2003      | Cherry Blossom Sharjah Cup 2002/03 | Vereinigte Arabische Emirate |

### Internationale Touren (Frauen)
| Beginn           | Heimteam    | Auswärtsteam | Resultate | Resultate | Artikel |
| Beginn           | Heimteam    | Auswärtsteam | WTest     | WODI      | Artikel |
| ---------------- | ----------- | ------------ | --------- | --------- | ------- |
| 20. März 2003    | West Indies | Sri Lanka    |           | 0–3 [3]   | Artikel |
| 15. Februar 2003 | Australien  | England      | 1–0 [2]   |           | Artikel |

### Internationale Turniere (Frauen)
| Beginn          | Turnier                                 | Land       |
| --------------- | --------------------------------------- | ---------- |
| 25. Januar 2003 | World Series of Women’s Cricket 2002/03 | Neuseeland |

## Nationale Meisterschaften
Aufgeführt sind die nationalen Meisterschaften der Full Member des ICC.
| Land                  | First-Class                                    | List A                                       |
| --------------------- | ---------------------------------------------- | -------------------------------------------- |
| Australien            | Sheffield Shield 2002/03                       | ING Cup 2002/03                              |
| Bangladesch           | National Cricket League 2002/03                | IMT National Cricket League One-Day 2002/03  |
| Indien                | Ranji Trophy 2002/03                           | Ranji Trophy One Day 2002/03                 |
| Duleep Trophy 2002/03 | Deodhar Trophy 2002/03                         |                                              |
| Irani Cup 2002/03     |                                                |                                              |
| Neuseeland            | State Championship 2002/03                     | State Shield 2002/03                         |
| Pakistan              | Quaid-e-Azam Trophy 2002/03                    | Super League One-Day Ramadan Cup 2002/03     |
|                       | National Bank of Pakistan Patron’s Cup 2002/03 |                                              |
| Simbabwe              | Logan Cup 2002/03                              | Inter-Provincial One-Day Competition 2002/03 |
| Sri Lanka             | Premier Championship 2002/03                   | Kandos Limited Over Tournament 2002/03       |
| Südafrika             | SuperSport Series 2002/03                      | Standard Bank Cup 2002/03                    |
| West Indies           | Carib Beer Cup 2002/03                         | Red Stripe Bowl 2002/03                      |